# A Volga gyermekei
A Volga gyermekei (eredeti orosz címe: Дети мои) Guzel Jahina oroszországi írónő regénye, megjelent a moszkvai ASZT Kiadónál 2018-ban. Magyarul a Helikon Kiadó jelentette meg 2020-ban, Soproni András fordításában.

## Címe
A könyv orosz címének jelentése: Gyermekeim. A cím utalás lehet arra is, hogy annak idején Nagy Katalin cárnő így nevezte az Oroszországba érkezett német telepeseket. A regény azonban nem a 18. században, hanem az 1920-as – 1930-as években, a Volga alsó folyása mentén, a volgai német kisebbség körében játszódik. A könyv német kiadásban Wolgakinder, vagyis A Volga gyermekei címen jelent meg, akárcsak a magyarban.

## Cselekménye
A regény központi alakja Jakob Ivanovics Bach, a volgai németek kolóniáján, a bal parti Gnadentalban lakó szerény, meséket írogató tanító. A telep más lakói is német hírességek nevét viselik: Wagner (a molnár), Handel (a lelkész), Böll. Híresség nevét viseli Udo Grimm is, akinek a Volga túlsó partján van tanyája, és aki oda áthívja Bachot a tizenhét éves lánya, Clara mellé tanárnak. A feltétele, hogy tanításkor mindig paraván válassza el őket, ezért – ahogy a Grimm névhez illik – mesék segítségével folyik a tanítás. Végül egymásba szeretnek, majd megszöknek, mielőtt az apa magával vihetné a lányát Németországba, hogy ott férjhez adja. 
Kettesben élnek egy mesébe illő tanyán, nem tudnak a nagy történelmi felfordulásról, a polgárháborúról. Azután betör hozzájuk három férfi, és a lányt megerőszakolják. Clara megszüli kislányát, de a szülésbe belehal. Bach egyedül marad a csecsemővel, aki nem az ő gyereke, de gondoskodnia kell róla. Kénytelen kinyílni a világ felé, átmenni a bal parti Gnadentalba, ahol teljesen megváltozott világot talál. Némán neveli fel lányát, Antjét. Egyre írja meséit, de rémülten látja, hogy meséi a valóságban életre kelnek. Azután egy csavargó kisfiú személyében megjelenik náluk egy másik „volgai” gyerek, a kirgiz származású Vaszka. A cselekmény Jakob Bach élettörténetét és a történelem menetét az 1930-as évek végéig követi.

## Fogadtatása
2018 elején a Forbes Life orosz nyelvű kiadása az év 20 leginkább várt könyvújdonsága közé sorolta a regényt, – még megjelenése előtt. Ez a várakozás elsősorban az írónő korábbi, Zulejka kinyitja a szemét című regénye és főként az annak alapján készült hatrészes tv-sorozat oroszországi sikerén alapult. Részletek a regény néhány magyar és orosz kritikájából.
- „A Volga gyermekei főhőse, a tanító Jakob Bach olyan kisember, aki nemcsak megpróbál szembeszállni a Nagy Történelemmel, de akarva-akaratlanul sajátos módon alakítójává is válik.” – írja a Jelenkor kritikusa. A háttérben zajlanak a polgárháború, az 1932-1933-as évek éhínsége, a kollektivizálás eseményei, mégsem egyszerű történelmi, hanem kevert műfajú regényt olvasunk, melyben összefonódik a történelem és a fantázia világa. „A súlyos és fájdalmas történelmi események realista láttatása itt mesés elemekkel keveredik, ami miatt Jahina művészetét több hazai kritikusa is Márquez mágikus realizmusával véli összevethetőnek.”[1]

- Van olyan – egyértelműen elmarasztaló – orosz kritika, amely a főszereplőt félig fantasztikus (полуфантастический) alakként jellemzi, a regényben pedig sok utalást lát egy másik világhírű író, Tolkien műveire.[2]

- A magyar Revizor Online recenzense is érzékeli a márquezi és néhány más hatást, emellett egy további szereplőre hívja fel a figyelmet: „A másik – illékony, szürrealisztikus – történetszál hőse Sztálin. Egy kínai kalligráfiaként, néhány vonással, néhány erősen szimbolikus pillanatképpel érzékeltetett Sztálin.”[3]

- „Az, hogy a szovjet nép nagy tanítója mit keres ebben a regényben, a szüzsé szempontjából érthetetlen…” – ezt már az 1749.hu cikkírója teszi hozzá. Hangsúlyos véleménye az is, hogy bár a történet a német kisebbség körében játszódik, ez a német szereplők beszédében, gondolkodásában nem tükröződik; a provinciális, de német Gnadentalban sem igazán érezhető a két kultúra keveredése, így a regény „valójában nem a Volga menti németségről szól”.[4]

- Natalija Kurcsatova orosz kritikus kiemeli az író szeretetét az élet, a föld és az emberek iránt, és hogy sikerült egyszerre a fantázia és a lokális, egyes ember nézőpontjából bemutatnia a korszakot. A „puzzle-regény” azonban, a szöveg megszervezésének posztmodern módszere nem illik az íróhoz, mert nem tud távolságot tartani az anyagától, – véli a kritikus. Végeredményben: „A "Gyermekeim" egy új nagy orosz regény, mely Mozsajszkij repülőgépéhez hasonlít: néhány métert repül és lezuhan. És ezt többször megteszi a közel ötszáz oldalon.”[5]

Még a könyv megjelenésének évében Alekszej Ucsityel orosz filmrendező és producer felajánlotta, hogy megfilmesíti a regényt. Az író azonnal beleegyezett, de a forgatókönyv írását nem vállalta, mert készülő új könyvére akart koncentrálni. Bár a producer megszerezte a megfilmesítés jogát, a forgatókönyvről vagy a film forgatásáról 2021. őszéig még szó sem volt.

## Magyarul
- A Volga gyermekei; ford. Soproni András; Helikon, Budapest, 2020 ISBN 978-963-479-304-5